# Pietro Torre
Pietro Torre (Livorno, 6 de mayo de 2002) es un deportista italiano que compite en esgrima, especialista en la modalidad de sable.
Ganó dos medallas en el Campeonato Mundial de Esgrima, en los años 2022 y 2025, y una medalla de plata en el Campeonato Europeo de Esgrima de 2025.
Participó en los Juegos Olímpicos de París 2024, ocupando el quinto lugar en la prueba por equipos.

## Palmarés internacional
| Campeonato Mundial | Campeonato Mundial | Campeonato Mundial | Campeonato Mundial |
| Año                | Lugar              | Medalla            | Prueba             |
| ------------------ | ------------------ | ------------------ | ------------------ |
| 2022               | El Cairo (Egipto)  | Medalla de bronce  | Sable por equipos  |
| 2025               | Tiflis (Georgia)   | Medalla de oro     | Sable por equipos  |
| Campeonato Europeo |                    |                    |                    |
| Año                | Lugar              | Medalla            | Prueba             |
| 2025               | Génova (Italia)    | Medalla de plata   | Sable por equipos  |